# Marguerite de Savoie (1212-1273)
Pour les articles homonymes, voir Marguerite de Savoie.
Marguerite de Savoie, née en 1212 et morte en 1273, est une noble de la maison de Savoie qui par mariage devient comtesse de Kybourg.

## Biographie

### Origines
Marguerite est l'une des dix enfants du comte de Savoie Thomas Ier et de Béatrice-Marguerite de Genève, fille de Guillaume Ier de Genève, comte de Genève et de Vaud,,. Certains historiens ajoutent parfois cinq autres frères et sœurs. Sa date de naissance n'est pas connue, toutefois les historiens la fixent vers l'année 1212 (elle aurait eu 6 ans lors de son mariage vers 1218).

### Mariage
Marguerite de Savoie est fiancée dès son enfance, à six ans, à Hartmann IV de Kybourg, l'Ancien, héritier des Zahringen en Helvétie, le 1er juin 1218 à Moudon, ; on ne connaît pas la date précise du mariage mais le contrat de mariage fut écrit à la date des fiançailles. Le généalogiste Samuel Guichenon du XVIIe siècle donne comme date « le premier jour de juin 1218 » et comme lieu la ville de Moudon. Il semble que ce mariage ait eu surtout des visées politiques, en créant un lien entre le canton de Vaud et la Savoie, lien qui se renforça l'année suivante avec le traité de Burier qui officialisait la mainmise de la Savoie sur les deux rives du Léman,.
Elle obtient, en 1239, le bourg et la seigneurie de Saint-Maurice en Valais. Elle reçoit également du comte de Savoie le château de Monthey, dans le Chablais (aujourd'hui en Valais).
Le couple n'a pas d'héritier. À la mort d'Hartmann IV au mois de novembre 1264, Marguerite hérite de « Morseburg, Baden, Windegge, Kyburg, Winterthur et des autres places autour de Zurich ». Son neveu, Rodolphe de Habsbourg, intervient afin que les biens ne tombent pas dans le giron de la maison de Savoie. Dans ce contexte de rivalités avec la maison de Savoie, et notamment avec le comte Pierre II, le comte de Habsbourg dépossède la comtesse de son douaire (la vallée de Glaris, la ville de Winterthour, les châteaux de Kybourg, de Baden et de Wildeck),.

### Mort et sépulture

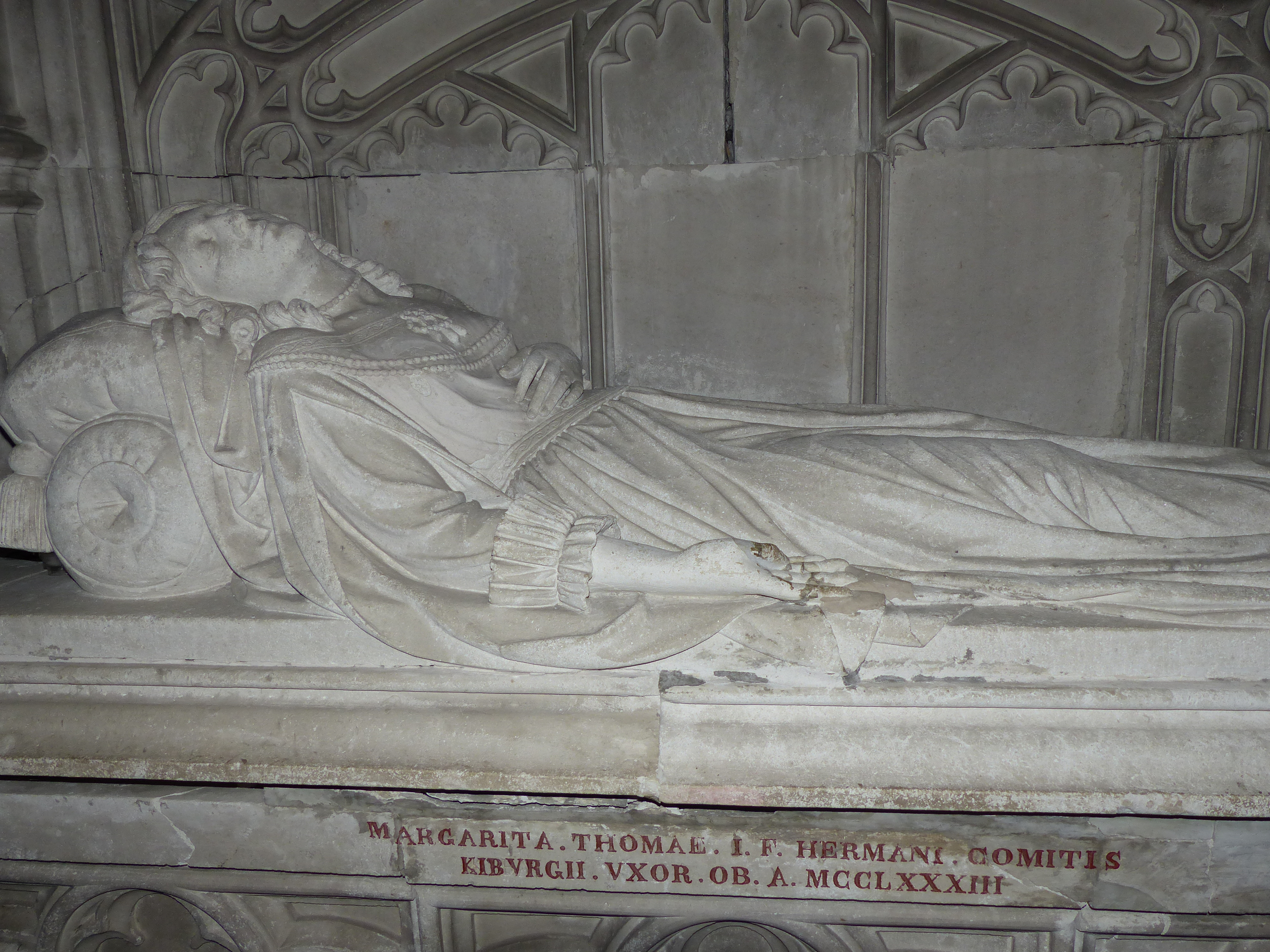
Cénotaphe de Marguerite de Savoie à l'abbaye d'Hautecombe.

La Chronique de Savoye (1419) de Jean Cabaret d'Orville indique que la comtesse est tombée malade du fait de ne pas avoir eu d'enfant et en meurt.
Elle est inhumée, en tant que membre de la maison de Savoie, dans l'abbaye d'Hautecombe, en 1273,, reprenant la Chronique d'Hautecombe. Quelques auteurs donnent parfois l'année 1270 et Samuel Guichenon donne 1283. Il s'agit également de l'année indiquée sur son gisant dans l'abbaye d'Hautecombe.